# NGC 1410

NGC 1410

إن جي سي 1410 (بالإنجليزية: NGC 1410) هي مجرة تتفاعل مع مجرة مجاورة لها تسمى إن جي سي 1409 وتوجدان في كوكبة الثور.
قام تلسكوب هابل الفضائي بالتقات صورة تلك المجرتين المتفاعلاتين مع بعضهما البعض، وتُرى تأثير قوى مد وجزر المجرات بينهما.
تبعد المجرتان عنا نحو 300 سنة ضوئية ويقدر أن بدء تفاعلهما مع بعضهما قد بدأ منذ 400 سنة. ويُرى ذراع خرطومي من الغبار والغاز خارجا من إن جي سي 1410 يلتف حول إن جي سي 1409 تحت تأثير قوى المد والجزر.

## اقرأ أيضا
- اصطدام مجري
- مجرتي الفئران
- مجرتا الهوائيات
- اصطدام المرأة المسلسلة بدرب التبانة
- ثابت الجاذبية
- يوهانز كبلر
- مجرة حلزونية
- حوصلة مجرة
- ذراع حامل رأس الغول
- مجرة
- درب التبانة

## وصلات خارجية
- NGC 1409 at Hubblesite.com
- Hubble Space Telescope
- Wechselwirkende Galaxien
- goBlack
- Mass Transfer in the Galaxy Pair NGC 1409/10
- SEDS